# Convair R3Y Tradewind
Convair R3Y Tradewind byl americký turbovrtulový létající člun navržený a vyráběný společností Convair v 50. letech 20. století.

## Vznik a vývoj

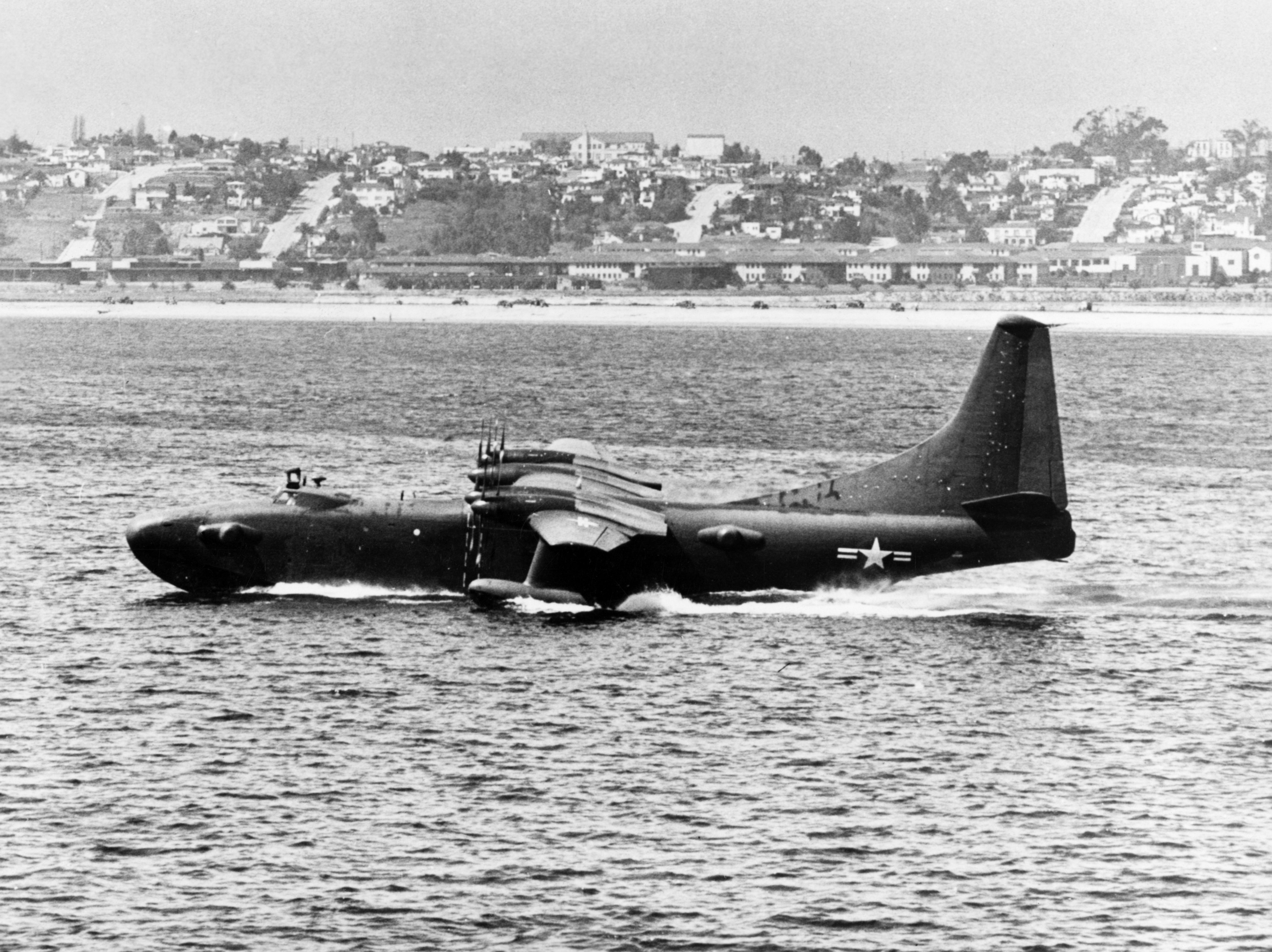
Prototyp XP5Y-1 v roce 1950

Námořnictvo Spojených států amerických již v roce 1945 zadalo Convairu požadavek na návrh velkého létajícího člunu využívajícího technologií vyvinutých za druhé světové války, zejména křídla s laminárním obtékáním a nově vyvíjené turbovrtulové motory. Odpovědí firmy Convair byl Model 117, rozměrný hornoplošník se čtyřmi motory Allison T40 pohánějícími šestilisté protiběžné vrtule. Aerodynamicky tvarovaný štíhlý trup měl stupněný kýl a křídlo se štíhlým profilem neslo pevné pomocné plováky. Námořnictvo 27. května 1946 objednalo stavbu dvou prototypů a první, označený XP5Y-1 poprvé vzlétl 18. dubna 1950:s.228  v San Diegu. V srpnu stroj dosáhl vytrvalostního rekordu pro turbovrtulové letouny v letu o délce osmi hodin a šesti minut. Námořnictvo se rozhodlo nevyvíjet hlídkovou verzi, protože mezitím již pro tuto roli objednalo konvenčněji řešený Martin P5M Marlin,:s.228 a namísto toho rozhodlo o vývoji typu jako dopravního a transportního letounu.
Jeden z prototypů XP5Y-1 byl 15. července 1953 ztracen při  nehodě, která se obešla bez obětí na životech, a druhý nikdy nevzlétl, zatímco vývoj transportní verze, označené R3Y-1 Tradewind, pokračoval dál. První stroj této varianty byl zalétán 24. února 1954.:s.229 Hlavní konstrukční změny zahrnovaly odstranění veškeré výzbroje a vzepětí vodorovné ocasní plochy, přidání nákladových vrat o rozměrech 120 × 88 palců (3,05 × 2,22 m) na levobok a překonstruování motorových gondol pro vylepšené motory T40-A-10.
Byla přidána zvuková izolace a klimatizace kabiny, která byla řešena jako přetlaková a umožňovala přepravu 103 vojáků anebo 24 t (21 750 kg) nákladu. Při evakuaci raněných mohlo být přepravováno 92 osob.
Vzniklo celkem třináct exemplářů. První dva prototypy vznikly jako hlídkové P5Y vyzbrojené až 8 000 librami (3 600 kg) ofenzivní výzbroje (hlubinné pumy, letecké pumy, miny anebo torpéda) v trupové pumovnici a pěti páry 20mm kanónů ve dvojici střelišť na každém boku a v ocasní střelecké věži. Dalších pět bylo postaveno jako R3Y-1 s určením pro přepravu vojsk a tankování paliva za letu. Posledních šest kusů byla transportní varianta R3Y-2 s nahoru odklopnou přídí trupu a vyvýšeným kokpitem, řešením připomínající pozdější Lockheed C-5 Galaxy, a umožňující nakládání vozidel a těžké techniky.
R3Y-2 s možností nakládání přídí byly zamýšleny jako „létající LST“ (tankové výsadkové lodě), které by mohly během obojživelných operací vysazovat obrněná vozidla přímo na vyloďovací pláže, ale v praxi se ukázalo, že při nakládání a vykládání bylo pro piloty téměř nemožné udržet letoun v klidu a nákladovou rampu v kontaktu s pláží,:s.94 a všechny stroje byly konvertovány na létající tankery. 
Následná služba typu byla relativně krátká z důvodů nevyřešitelných problémů se spolehlivostí motorů Allison T40, což byl osud sdílený s většinou dalších strojů vybavených těmito pohonnými jednotkami, jako byl například palubní útočný letoun Douglas A2D Skyshark.

## Operační historie

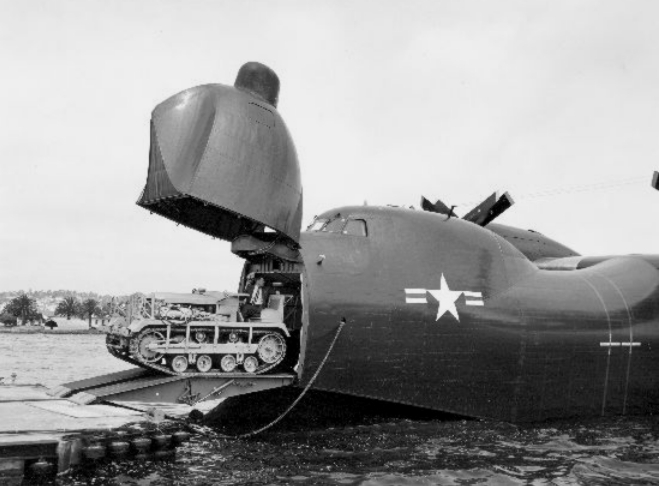
Nakládání tahače do varianty R3Y-2

V roce 1954 dosáhl za pomoci výškového tryskového proudění R3Y rekordní rychlosti v přeletu kontinentálních států USA, pro kategorii hydroplánů, o průměrné hodnotě 403 mph (624 km/h), který zůstal dodnes nepřekonán.
Po skončení operačních zkoušek byly začátkem roku 1956 vyrobené R3Y předávány námořní transportní peruti VR-3 na letecké základně NAS Alameda, kde od 31. března začaly nahrazovat typ Martin JRM Mars.:s.229 Hlavním úkolem této jednotky bylo zajištění transportu mezi oblastí San Franciska a Havají.
Šest vyrobených R3Y-2 bylo přestavěno pro plnění úkolu tankování paliva za letu za použití pružné hadice, a 10. října 1956 se R3Y-2 BuNo 131722, pojmenovaný „Arabian Sea Tradewind“, stal historicky prvým strojem který za letu doplnil palivo čtyřem letounům současně. Jednalo se o čtveřici stíhacích F9F-8 Cougar od VF-123.
Výrobní program byl zastaven po vyrobení pouhých třinácti strojů vzhledem k neustálým problémům s motory T40 a reduktory jejich vrtulí, které vedly ke ztrátě prototypu XP5Y-1 a později tří P3Y při nehodách. Po nouzovém přistání R3Y-1 BuNo 128446 „Indian Ocean Tradewind“ v Sanfranciském zálivu 24. ledna 1958, které skončilo zničením stroje, byly všechny zbývající R3Y okamžitě uzemněny.
K definitivnímu skončení provozu R3Y a rozpuštění jednotky VR-3 došlo 16. dubna 1958. Vyřazené stroje byly v letech 1959–1960 sešrotovány. Jedinou dochovanou součástí je motor T40-A-10 vystavený v San Diego Air & Space Museum.

## Varianty

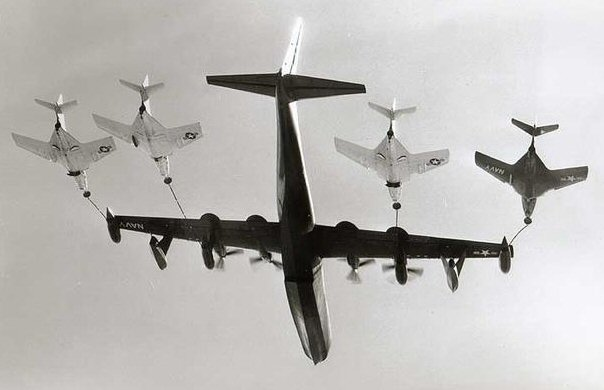
R3Y-2 BuNo 131722 během rekordního doplňování paliva za letu čtyřem stíhačkám

XP5Y-1
Prototyp námořního hlídkového letounu vzniklý ve 2 exemplářích.
R3Y-1
Transportní letoun pro United States Navy s bočními nákladovými vraty. Postaveno 5 kusů.
R3Y-2
Útočný transportní letoun pro US Navy se zkrácenou přídí trupu v níž byla sklopná nakládací rampa. Vzniklo 6 kusů, později přestavěných na létající tankery.

## Uživatelé
- Spojené státy americké
  - Námořnictvo Spojených států amerických

## Specifikace (R3Y)

### Technické údaje

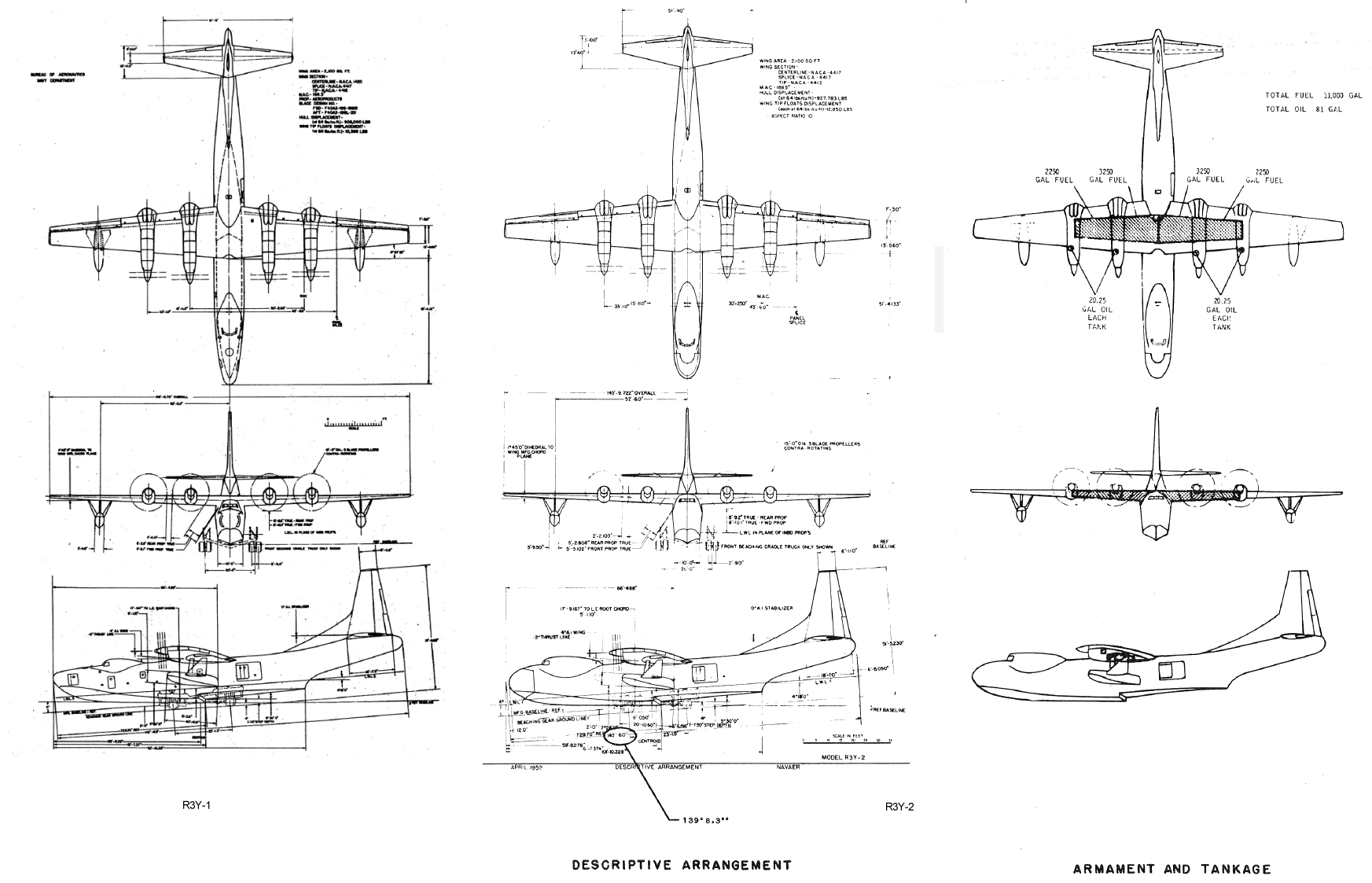
Třípohledové nákresy R3Y-1/-2

Údaje podle
- Osádka: 5
- Kapacita: 21 750 kg (47 951 liber) nákladu nebo 103 plně vyzbrojených vojáků nebo 73 ležících raněných[2]:s.229
- Délka: 42,26 m (139 stop a 8 palců)
- Výška: 15,68 m (51 stop a 5 palců)
- Rozpětí křídla: 44,42 m (145 stop a 9 palců)
- Nosná plocha: 195,3 m² (2 102 čtverečních stop)
- Prázdná hmotnost: 32 579 kg (71 824 lb)
- Vzletová hmotnost: 66 000 kg (145 500 lb)
- Maximální vzletová hmotnost: 74 800 kg (156 000 lb)
- Pohonná jednotka: 4 × turbovrtulový motor Allison T40-A-10
- Výkon pohonné jednotky:  3 800 kW (5 100 hp) každý

### Výkony
- Maximální rychlost: 624 km/h (337 uzlů, 403 mph)
- Cestovní rychlost: 483 km/h (260,7 uzlu, 300 mph)[1]
- Dolet: 4 482 km (2 420 nm, 2 785 mil)
- Praktický dostup: 12 100 m (39 700 stop)
- Stoupavost:
- Zatížení křídel: 338 kg/m² (69,22 lb/ft²)
- Poměr výkon/hmotnost: 0,230 kW/kg (0,14 hp/lb)